# Z Camelopardalis
Z Camelopardalis är en kataklysmisk variabel av typen dvärgnova och prototypstjärna för undergruppen Z Camelopardalis-variabler (UGZ+N) i stjärnbilden Giraffen. 
Stjärnan varierar mellan magnitud +10,0 och 14,5.